# Ramakrishnanella indica
Ramakrishnanella indica är en svampart som beskrevs av Ullasa 1970. Ramakrishnanella indica ingår i släktet Ramakrishnanella, divisionen sporsäcksvampar och riket svampar.   Inga underarter finns listade i Catalogue of Life.